# Mîlașenkove, Mirhorod
Mîlașenkove (în ucraineană Милашенкове) este un sat în comuna Bilîkî din raionul Mirhorod, regiunea Poltava, Ucraina.

## Demografie
Componența lingvistică a localității Mîlașenkove
     Ucraineană (97,92%)
     Rusă (2,08%)
Conform recensământului din 2001, majoritatea populației localității Mîlașenkove era vorbitoare de ucraineană (97,92%), existând în minoritate și vorbitori de rusă (2,08%).